# Scopula neoxesta
Scopula neoxesta är en fjärilsart som beskrevs av Edward Meyrick 1888. Scopula neoxesta ingår i släktet Scopula och familjen mätare. Inga underarter finns listade.